# 馮平山家族
馮平山家族是顯赫的華人世家，香港望族之一，活躍於清末至中華民國時期。香港大學有馮平山博物館及馮平山圖書館作紀念。此外，家族中人馮秉華及馮秉芬在文化界亦很有名。

## 家族成員
- 馮景堂（1834—1883）
  - 馮平山（1860—1931）＝馮李穎璋[1]（庶室：李氏／眾室：郭氏）
    - 馮汝材
    - 馮汝槐
    - 馮秉華＝李慧賢
    - 馮秉芬爵士（1910—2002）＝馮簡笑嫻 
      - 馮慶麟＝駱秀蘭
      - 馮慶彪醫生＝陳愛蓮
      - 馮慶鏘＝李美蓮
      - 馮慶炤

    - 馮秉芹＝謝咸淑

1. ↑  李穎璋訃聞. 華僑日報. 1969-05-16. 第二張第二頁.